# Panaxia illustris
Panaxia illustris är en fjärilsart som beskrevs av Kettlewell 1943. Panaxia illustris ingår i släktet Panaxia och familjen björnspinnare. Inga underarter finns listade i Catalogue of Life.